# Noéchamps
Noéchamps est un hameau de la commune belge de Mettet située en Région wallonne dans la province de Namur.
Avant la fusion des communes de 1977, Noéchamps faisait partie de la commune de Biesme.

## Situation
Ce hameau condrusien se situe sur un versant bien orienté occupé par des prairies entre la rive droite de la Biesme et l'orée d'importants massifs forestiers situés au nord. Il jouxte le hameau du Planois. Le hameau se complète par les lieux-dits d'Insebois et Rosimbois.
Le village de Biesme se situe à environ 1 km au sud via la rue de l'Agrappe et celui de Mettet se situe à environ 6 km au sud-est.

## Description
Le hameau possède de nombreuses fermes et fermettes en long le plus souvent construites en moellons de grès mais parfois en pierre calcaire. Noéchamps compte une petite chapelle en brique à chevet arrondi placée latéralement à la voirie.